# Associazione Oasi Maria Santissima
L'IRCCS Associazione Oasi Maria Santissima è un ospedale privato di Troina, in provincia di Enna, gestito dall'omonima ONLUS, convenzionato con il Servizio sanitario regionale.

## Storia
L'istituto nasce nel 1953 a Troina, in provincia di Enna, su iniziativa del sacerdote Luigi Ferlauto (1922-2017), come associazione senza fini di lucro per l'assistenza dei disabili mentali poveri, e dei bambini orfani e abbandonati alla nascita, anche grazie al supporto di volontarie.
Nel 1972, si trasforma in una ONLUS, allo scopo di perseguire finalità di solidarietà sociale nel campo dell'assistenza educativa e socio-sanitaria a favore delle persone diversamente abili; il rapido sviluppo e la crescita delle sue attività sociali, portano al suo riconoscimento come Istituto Sperimentale nell'area della scuola dell'obbligo, con decreto emanato nel 1974 dal Ministero della pubblica istruzione. Nel 1978, dal medesimo dicastero, l'istituto ottiene l'abilitazione ad organizzare i corsi biennali di specializzazione per il personale direttivo e docente e per gli assistenti educatori degli alunni handicappati.
Nel 1986, la Regione Sicilia tramite la legge regionale n. 16/86, stipula una convenzione con l'Oasi Maria Santissima, al fine di coordinare l'attività scientifica nell’interesse degli handicappati con gli obiettivi del Servizio sanitario nazionale (SSN), che consente inoltre al nosocomio troinese, l’erogazione delle prestazioni sanitarie a livello preventivo, assistenziale e riabilitativo. Nel 1988, l'Oasi Maria Santissima di Troina ottiene - prima struttura sanitaria privata in Sicilia - il riconoscimento di Istituto di ricovero e cura a carattere scientifico (IRCCS), dal Ministero della sanità e dal Ministero della pubblica istruzione, con relativo decreto interministeriale.
Oltre a riconoscimenti regionali e nazionali, l'IRCCS ottiene anche riconoscimenti a livello internazionale, dall'Organizzazione Mondiale della Sanità: nel 1997, diventa un Centro di Collaborazione dell’Organizzazione Mondiale della Sanità per la Ricerca ed il Training in Neuroscienze, nel 2000, Unità di Valutazione per il Monitoraggio dei piani di trattamento farmacologico per la Malattia di Alzheimer.
Nel 2010, l'IRCCS Oasi Maria Santissima, ai sensi del decreto emanato dalla Regione Sicilia, viene riconosciuto quale ospedale classificato di interesse regionale per il ritardo mentale e l'involuzione cerebrale.

## La struttura
L'IRCCS Associazione Oasi Maria Santissima svolge la funzione di centro di ricerca medico-scientifica e di clinica deputata all'erogazione dei servizi sanitari, quali visite specialistiche in regime ambulatoriale, e ricovero ordinario e in day hospital.
Specializzato in particolare per la cura e l'assistenza dei pazienti affetti da patologie mentali, nonché del trattamento delle malattie rare, si occupa anche di altri settori della medicina. Al 2017, l'IRCCS disponeva di 352 posti letto complessivi, di cui 330 per la degenza ordinaria, 22 per la degenza in day hospital, e 264 per la riabilitazione; pur non provvista di un pronto soccorso, nel 2010, la struttura ha registrato un numero di accessi pari a 5.176 unità, di cui il 36,9% riguardava pazienti della stessa provincia, seguiti da pazienti delle province di Catania (17,54%) e Palermo (10,24%).
Impiega oltre 700 dipendenti, tra personale amministrativo, medico, infermieristico e vario.